# 후라노시

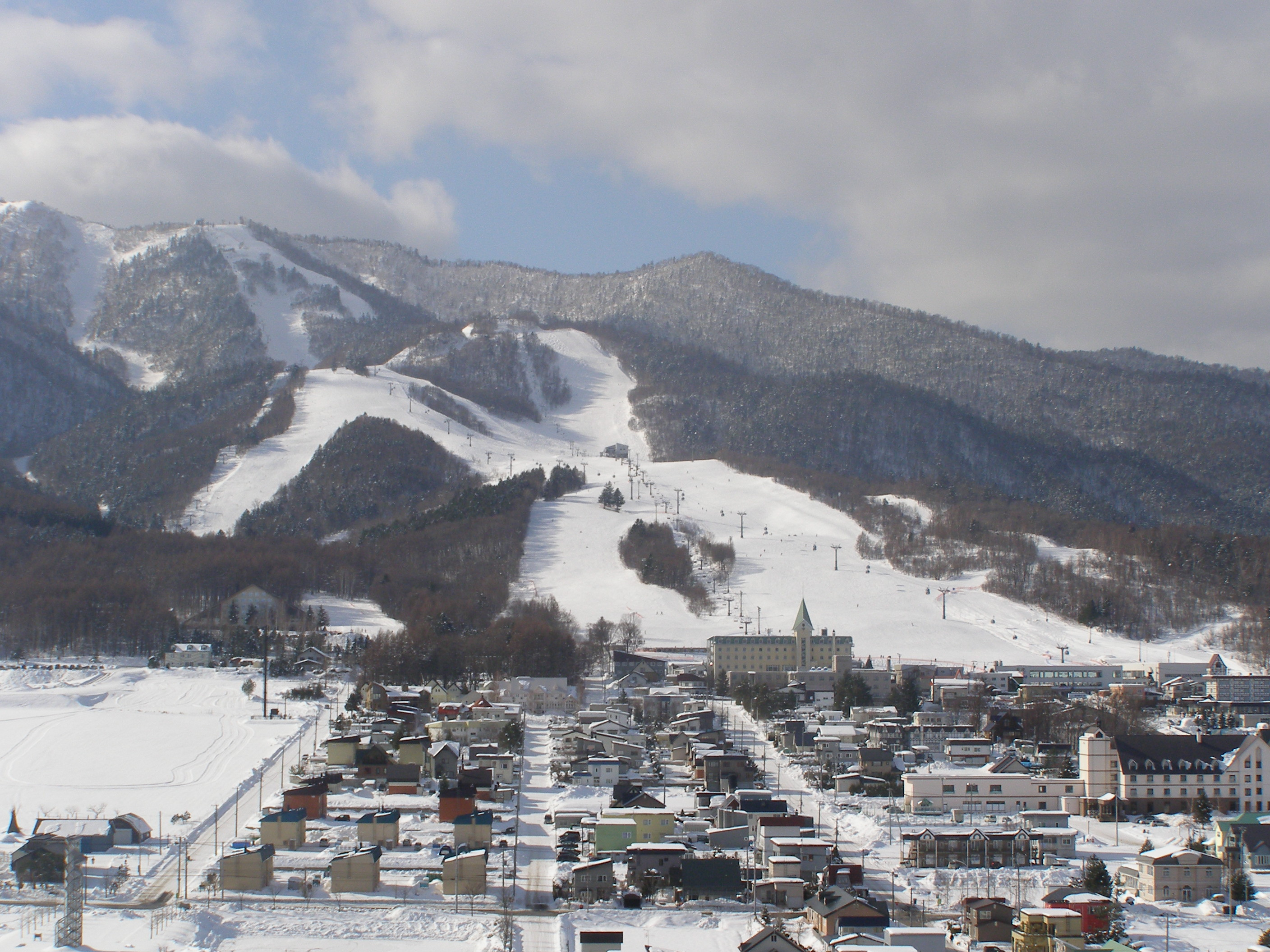
후라노 스키장

후라노시(일본어: 富良野市)는 일본 홋카이도 가미카와 지방 남부에 있는 시이다.

## 지리
다이세쓰산 국립공원의 일부인 도카치다케 연봉과 아시베쓰산 등 유바리 산지에 끼어 있는 후라노 분지에 위치한다. 이시카리강의 지류인 소라치강과 후라노강의 합류점에 시가지가 펼쳐져 있고 홋카이도의 정확히 중앙에 위치한다.
면적의 70%는 산림이다. 남동부에는 1899년에 개원한 도쿄 대학 연습림도 있다.

### 기후
대륙성 기후이기 때문에 연교차가 크고 겨울의 추위는 매우 심하다. 겨울의 맑은 아침에는 방사 냉각으로 영하 30도까지 떨어지기도 한다.
| 후라노시의 기후                                              | 후라노시의 기후 | 후라노시의 기후 | 후라노시의 기후 | 후라노시의 기후 | 후라노시의 기후 | 후라노시의 기후 | 후라노시의 기후 | 후라노시의 기후 | 후라노시의 기후 | 후라노시의 기후 | 후라노시의 기후 | 후라노시의 기후 | 후라노시의 기후 |
| 월                                                           | 1월             | 2월             | 3월             | 4월             | 5월             | 6월             | 7월             | 8월             | 9월             | 10월            | 11월            | 12월            | 연간            |
| ------------------------------------------------------------ | --------------- | --------------- | --------------- | --------------- | --------------- | --------------- | --------------- | --------------- | --------------- | --------------- | --------------- | --------------- | --------------- |
| 역대 최고 기온 °C (°F)                                       | 6.9 (44.4)      | 13.3 (55.9)     | 15.3 (59.5)     | 29.2 (84.6)     | 35.3 (95.5)     | 36.3 (97.3)     | 36.5 (97.7)     | 38.5 (101.3)    | 33.0 (91.4)     | 26.6 (79.9)     | 20.4 (68.7)     | 13.6 (56.5)     | 38.5 (101.3)    |
| 일평균 최고 기온 °C (°F)                                     | −3.7 (25.3)     | −2.3 (27.9)     | 2.7 (36.9)      | 10.9 (51.6)     | 18.4 (65.1)     | 22.9 (73.2)     | 26.2 (79.2)     | 26.3 (79.3)     | 21.9 (71.4)     | 14.9 (58.8)     | 6.4 (43.5)      | −1.2 (29.8)     | 12.0 (53.5)     |
| 일일 평균 기온 °C (°F)                                       | −8.3 (17.1)     | −7.4 (18.7)     | −2.2 (28.0)     | 5.3 (41.5)      | 12.1 (53.8)     | 16.8 (62.2)     | 20.6 (69.1)     | 20.8 (69.4)     | 16.1 (61.0)     | 9.2 (48.6)      | 2.1 (35.8)      | −5.1 (22.8)     | 6.7 (44.0)      |
| 일평균 최저 기온 °C (°F)                                     | −14.4 (6.1)     | −14.0 (6.8)     | −7.8 (18.0)     | −0.2 (31.6)     | 6.0 (42.8)      | 11.5 (52.7)     | 16.0 (60.8)     | 16.3 (61.3)     | 11.1 (52.0)     | 4.1 (39.4)      | −2.1 (28.2)     | −10.2 (13.6)    | 1.4 (34.4)      |
| 역대 최저 기온 °C (°F)                                       | −34.5 (−30.1)   | −34.0 (−29.2)   | −28.3 (−18.9)   | −17.8 (0.0)     | −3.1 (26.4)     | 1.0 (33.8)      | 6.3 (43.3)      | 6.5 (43.7)      | −0.5 (31.1)     | −5.3 (22.5)     | −21.3 (−6.3)    | −28.4 (−19.1)   | −34.5 (−30.1)   |
| 평균 강수량 mm (인치)                                        | 44.3 (1.74)     | 36.5 (1.44)     | 49.8 (1.96)     | 55.4 (2.18)     | 67.5 (2.66)     | 64.5 (2.54)     | 116.0 (4.57)    | 168.6 (6.64)    | 147.3 (5.80)    | 106.8 (4.20)    | 104.2 (4.10)    | 71.2 (2.80)     | 1,032.1 (40.63) |
| 평균 강설량 cm (인치)                                        | 145 (57)        | 121 (48)        | 110 (43)        | 22 (8.7)        | 0 (0)           | 0 (0)           | 0 (0)           | 0 (0)           | 0 (0)           | 2 (0.8)         | 72 (28)         | 159 (63)        | 631 (248.5)     |
| 평균 강우일수                                                | 14.3            | 12.3            | 13.5            | 11.9            | 11.0            | 9.9             | 10.9            | 11.7            | 12.8            | 14.4            | 17.9            | 17.2            | 157.8           |
| 평균 강설일수                                                | 18.8            | 16.1            | 13.7            | 3.0             | 0               | 0               | 0               | 0               | 0               | 0.3             | 7.2             | 19.4            | 78.5            |
| 평균 월간 일조시간                                           | 64.3            | 78.5            | 124.0           | 159.9           | 190.5           | 176.8           | 171.8           | 154.9           | 140.2           | 121.9           | 67.7            | 45.7            | 1,496.2         |
| 출처: 일본 기상청 (평년값: 1991년~2020년, 극값: 1976년~현재) |                 |                 |                 |                 |                 |                 |                 |                 |                 |                 |                 |                 |                 |

## 역사
지명은 아이누어의 ‘후라누이’(フラヌイ, huranu-i)에서 유래하고 도카치산의 분기(噴気)와 연관된다고 한다.
- 1897년 - 최초로 미에현에서 이주자가 도착해 후라노촌이 설치되었다.
- 1903년 - 후라노촌이 가미후라노촌(현재의 가미후라노정)과 시모후라노촌(현재의 후라노·미나미후라노)으로 분할되었다.
- 1908년 - 미나미후라노촌(현재의 미나미후라노정)을 분리하였다.
- 1915년 4월 1일 - 야마베촌을 분리하였다.
- 1919년 4월 1일 - 정으로 승격해 후라노정이 되었다.
- 1956년 9월 30일 - 히가시야마촌과 신설 합병해 새로운 후라노정이 되었다.
- 1966년 5월 1일 - 야마베촌과 합병하면서 시로 승격해 후라노시가 되었다.

## 교통

### 철도
- 홋카이도 여객철도
  - 네무로 본선
  - 후라노선

### 도로
- 국도 38호선
- 국도 237호선

## 자매 도시
- 일본 효고현 니시와키시(1978년 10월 20일)
- 오스트리아 슈라드밍(1977년 2월 23일)

## 같이 보기
- 일본의 도시 목록